# Seneffe
Seneffe (en wallon Sinefe) est une commune francophone de Belgique située en Région wallonne dans la province de Hainaut.
Seneffe compte 11 619 habitants en 2024.

## Géographie
La commune de Seneffe est située dans la province du Hainaut dans l'arrondissement de Soignies mais est limitrophe avec la province du Brabant. En effet, Nivelles, capitale du Roman Païs de Brabant, ne se trouve qu'à une dizaine de kilomètres.

### Sections de commune
| # | Nom                      | Superf. (km²) | Habitants (2020) | Habitants par km² | Code INS |
| - | ------------------------ | ------------- | ---------------- | ----------------- | -------- |
| 1 | Seneffe                  | 22,91         | 4.103            | 179               | 55085A   |
| 2 | Feluy                    | 16,39         | 2.512            | 153               | 55085B   |
| 3 | Arquennes                | 15,08         | 3.228            | 214               | 55085C   |
| 4 | Petit-Rœulx-lez-Nivelles | 4,20          | 611              | 145               | 55085D   |
| 5 | Familleureux             | 4,66          | 977              | 210               | 55085E   |

### Communes limitrophes
| Braine-le-Comte | Nivelles |                          |
| Écaussinnes     | Seneffe  | Pont-à-Celles Courcelles |
| La Louvière     | Manage   | Chapelle-lez-Herlaimont  |

## Démographie

### Démographie: Avant la fusion des communes
- Source: DGS recensements population

### Démographie: Commune fusionnée
En tenant compte des anciennes communes entraînées dans la fusion de communes de 1977, on peut dresser l'évolution suivante :
Les chiffres des années 1831 à 1970 tiennent compte des chiffres des anciennes communes fusionnées.
- Source: DGS , de 1831 à 1981=recensements population; à partir de 1990 = nombre d'habitants chaque 1 janvier[2]

## Histoire
Le centre de Seneffe est le lieu de la bataille de Seneffe en 1674 où Condé vainquit le prince d'Orange après une bataille sanglante. En 1794, les Autrichiens y furent battus par les Français. Alexander von Falkenhausen, chef de l'administration militaire en Belgique et nord de la France, séjourna au château de Seneffe de 1940 à 1944.
En 1880, la section de Manage devient une commune distincte, en dépit de protestations émanant de Seneffe eu égard à la perte de territoires qui en résulterait. À l'issue de cette scission, la superficie de Manage est 800 hectares et sa population est alors de 2 500 habitants tandis que Seneffe conserve 2 400 hectares, avec une population de 3 500 habitants.
En 2010, un échange de territoire a été effectué entre la commune de Seneffe et la commune voisine de Manage. Manage cède ainsi 58,33 hectares de terres agricoles à Seneffe, qui lui cède en retour 30,75 hectares de terrains industriels. La raison de cette correction est la cohérence en matière d'aménagement du territoire.

## Armoiries officieuses
|  | Seneffe avait depuis 1913 les armoiries des de Pestre, ses derniers seigneurs, gravées sur le sceau échevinal de 1783. Ce sont celles utilisées aujourd'hui par l'entité. Blasonnement : De gueules à une clef renversée en pal accostée de deux étoiles à six rais d'argent. - Arrêté royal : 18 novembre 1913 (pour l'ancienne commune de Seneffe) |

## Politique et administration

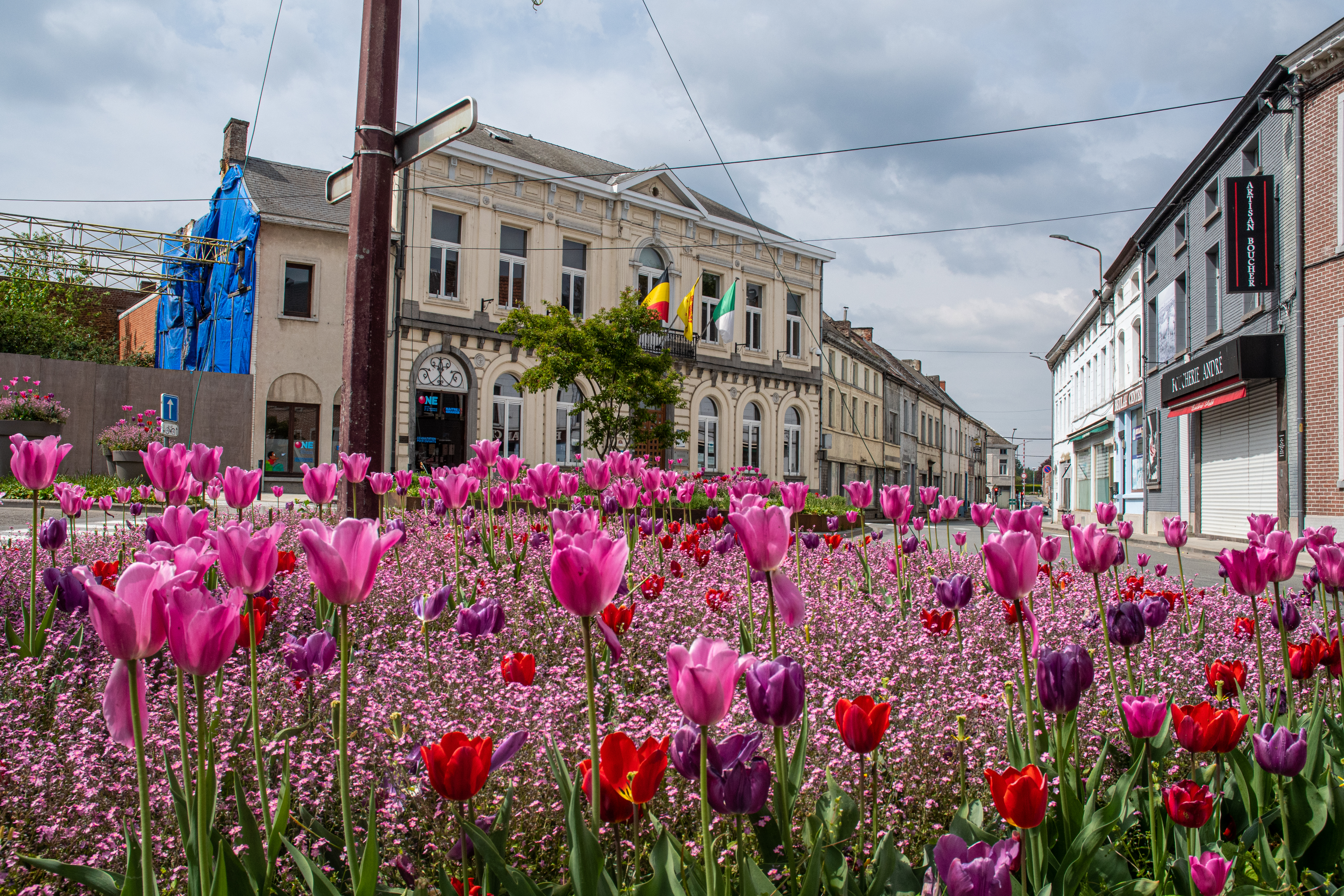
Maison communale de Seneffe.

### Conseil et collège communal 2024-2030
| Collège communal   |                         |                             |
| ------------------ | ----------------------- | --------------------------- |
| Bourgmestre        | Bénédicte Poll          | MR - Liste du Bourgmestre   |
| 1er Échevin        | Nicolas Dujardin        | DéFI - Liste du Bourgmestre |
| 2e Échevine        | Dominique Janssens      | Les Engagés                 |
| 3e Échevin         | Emmanuel Cogghe         | Liste du Bourgmestre        |
| 4e Échevine        | Muriel Donnay           | MR - Liste du Bourgmestre   |
| 5e Échevin         | Eric Delannoy           | MR - Liste du Bourgmestre   |
| Présidente du CPAS | Geneviève de Wergifosse | MR - Liste du Bourgmestre   |

### Liste des bourgmestres de 1830 à 1977
- 1830 : Le vicomte Louis Charliers de Buisseret.
- M. Joseph Deschamps.
- Le chevalier Adolphe Daminet.
- M. Jean-Baptiste Motte.
- M. Dominique Navez.
- M. le notaire Florimond Castelain.
- Le baron Camille de la Motte Baraffe.
- 1919-1949 Le baron Albert de la Motte Baraffe.
- Mme. Thierry de la Motte Baraffe, née vicomtesse Sylviane de Spoelberch (première femme bourgmestre de Seneffe).
- M. Victor Lintermans.
- M. Jules Jacques.
- M. Philippe Busquin.
- M. Philippe Bouchez.
- Mme. Bénédicte Poll.

### Jumelage
Seneffe est jumelée à :
- Penne-d'Agenais (France) depuis 1975

## Patrimoine et folklore

### Patrimoine architectural

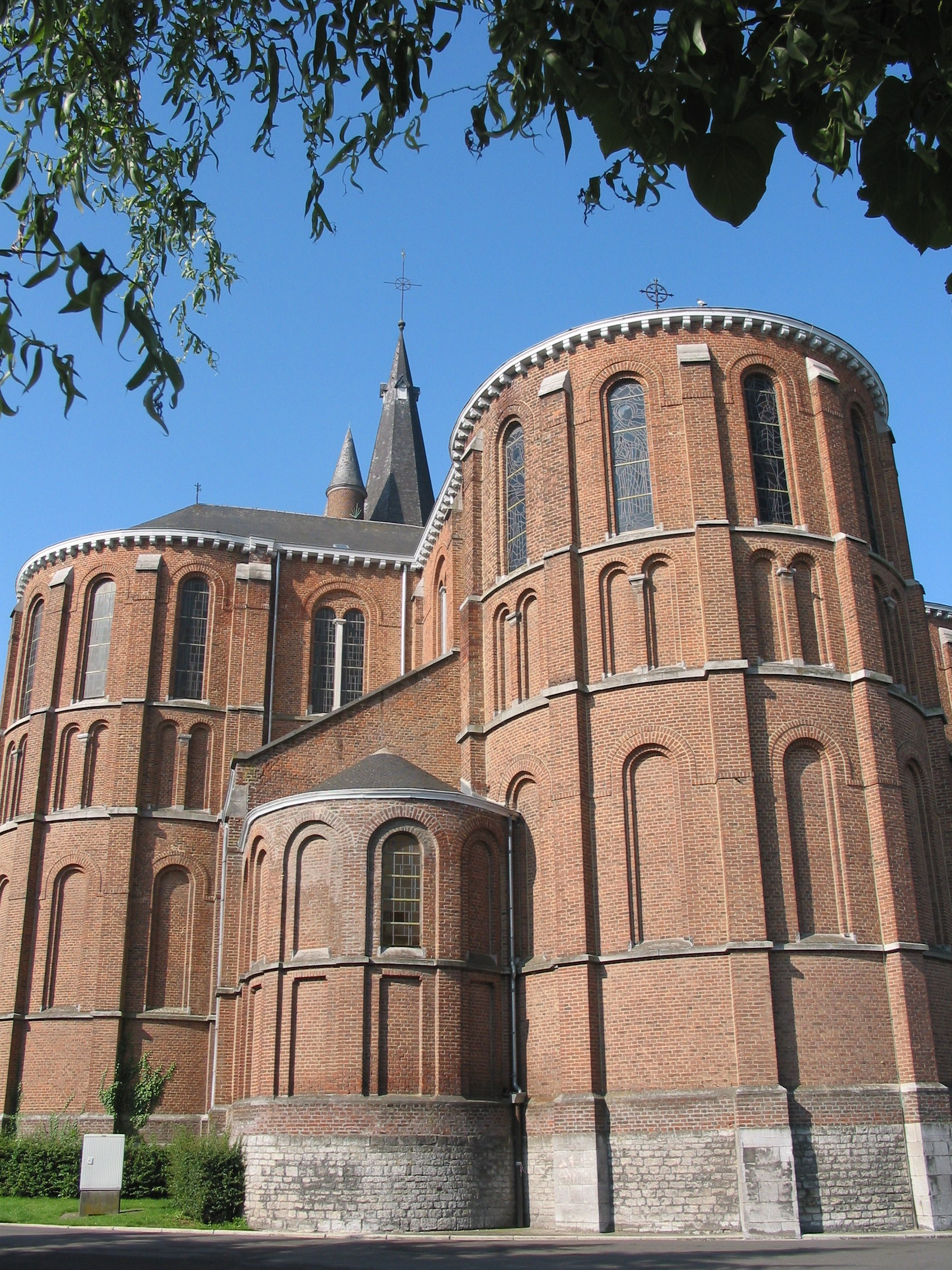
L’abside de l'église des Saints-Cyr-et-Julitte (1877).

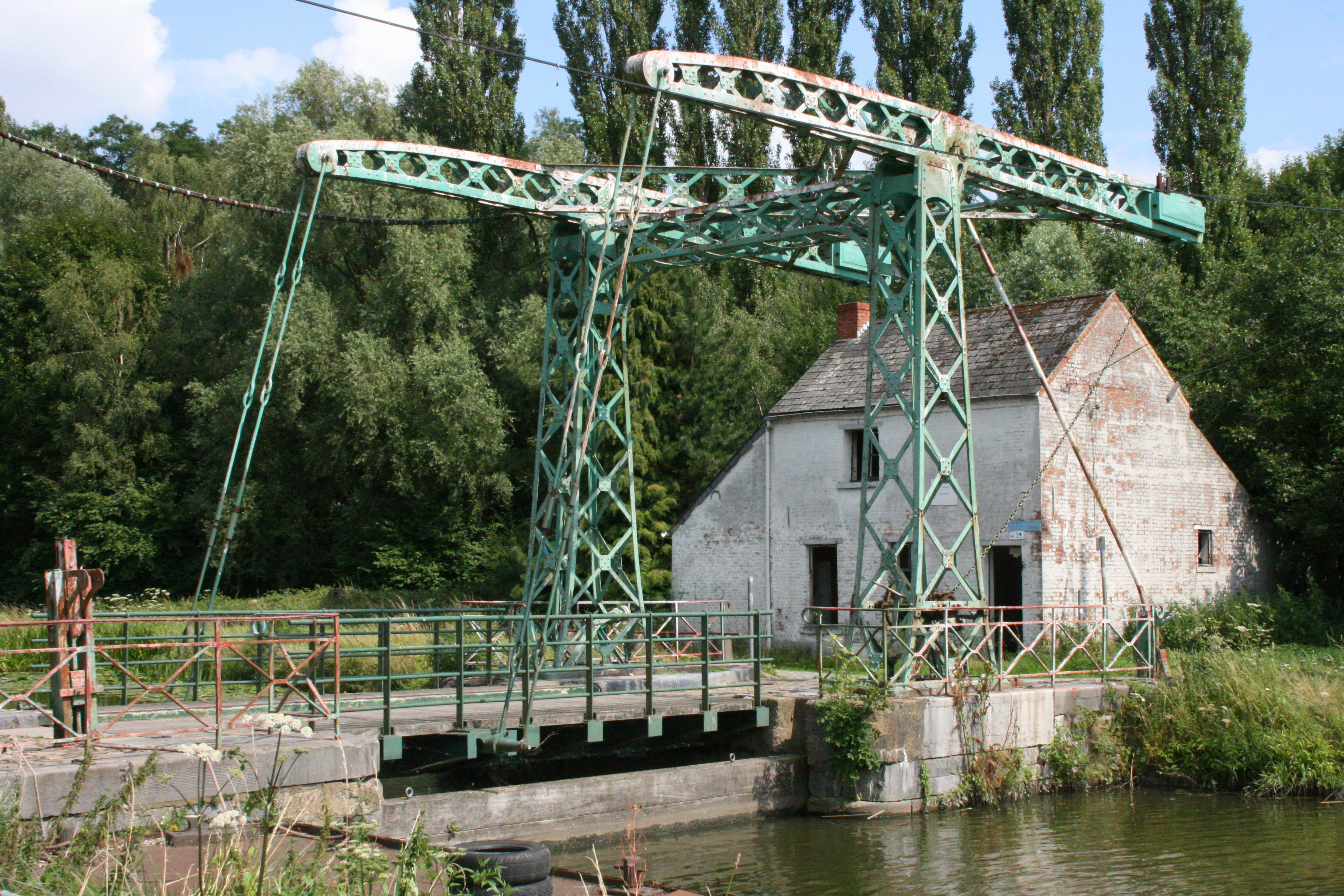
Le pont de l'Origine.

- Le château de Seneffe qui abrite le Musée de l'orfèvrerie de la Communauté française. Le château est de style classique, conçu dans un esprit palladianiste par l'architecte Laurent-Benoît Dewez pour le comte Julien-Ghislain de Prestre. En 1763, la construction du château est entamée et se termine en 1766 en ce qui concerne le gros œuvres. La décoration intérieur fut achevée et l'aménagement des jardins par Joseph de Prestre à la mort de son père, jusqu'en 1780. Les propriétaires A. Daminet et F. Philipson, remirent le domaine en état, avant l'occupation par le général Von Falkenhausen et puis par les troupes alliés entre 1940 et 1945. Le château fut aménagé en collège en 1952, et abandonné en 1963. En 1969, le domaine fut sauvé de la ruine et du démantèlement par une expropriation menée à la même année[6].
- Pont de l'Origine. Enjambant le canal Charleroi-Bruxelles, pont-levis datant de la fin du XIXe siècle[7].
- Centre de l'Eau, installée dans une ancienne maison pontière restaurée et agrandie.
- Ferme du Spinoy, située ruelle Querty, daté de 1843 au linteau de porte[7].
- L'église des saints-Cyr-et-Julitte, construite en 1877 en style néo-roman par l'architecte tournaisien Justin Bruyenne et restauré en 1952 par l'architecte A. Fréteur[8]. En 1940 l'église est touchée par l'artillerie, cinq obus traversèrent le clocher et en novembre 1940, une tempête renversa la flèche sur la nef et causa des dégâts[9]. L'église honore saint Cyr, jeune martyr chrétien du IVe siècle et sa mère sainte Julitte.

- Maison communale. De style néo-classique construit par l'architecte Cador en 1860[10].
- Ferme de Noblimont, rue Bois Roulez. Remontant au début du XVIIIe siècle et plusieurs fois transformé[11].
- Château de Buisseret, chemin du Château de Buisseret. Portant le nom de l'ancienne seigneurie connue depuis le XIIe siècle. Ensemble en U de style néo-classique qui est composée d'une longue aile du remontant au XVIIIe siècle[11].
- Chapelle Notre-Dame de la Paix, chemin du Château de Buisseret. Potale de la 2e moitié du XVIIIe siècle[12].
- Ferme de la Rostée, chemin du Château de Buisseret. Ferme daté de 1568 et rehaussée au XIXe siècle[13].
- Ferme de Belle, rue de Courcelles. Quadrilatère des XIXe et XXe siècle, dont le logis bas en brique date des XVIIe et XVIIIe siècles[14].
- Chapelle Notre-Dame de la Salette, rue de Courcelles. (1809)[14].
- Presbytère, rue Général Leman. Daté de 1773[14].
- Chapelle Notre-Dame de Tongres, rue Infante Isabelle. Connue depuis le XVIIe siècle[10].
- Ferme de Longsart, rue Mahypré (XVIIIe et XIXe siècles)[10].
- Château et ferme de l'Espinette, avenue de la Motte Baraffe. Edifié dans le 1er quart du XIXe siècle[15].
- Château de Scrawelle, avenue de la Motte Baraffe. Construite en 1860 par Désiré du Bray à son retour d'Algérie. Conçu par l'architecte Carlier de Nivelles en style néo-médiéval et teinté d'arabisme sur une implantation rappelant un fer à cheval[16].
- Ferme du Seigneur, rue de la Noire Bouteille. Ensemble construit au milieu du XIXe siècle[17].
- Chapelle Notre-Dame des Affligés, rue Plasman. Bâtie en 1725 et reconstruite par la baronne Goffinet de Cock en 1903[17].
- Eglise Notre-Dame du Sacré-Cœur, située dans le hameau de Bois-de-Nauwez, rue des Roquettes. Construite en 1888[18].
- Ferme de la Ronce, rue de Rosseignies. Bâtiment agricole remontant aux XVIe et XVIIe siècles[19].
- Château d'eau, rue de la Terre Pelée. Construction tronconique élevé en 1981[20].
- Le patrimoine immobilier classé

### Patrimoine hydraulique
Seneffe possède un intéressant patrimoine hydraulique : une section de l'ancien Canal Bruxelles-Charleroi, dont deux tunnels pour bateaux, le tunnel de la Bête Refaite (bateaux de 70T), long de 1267 m, creusé entre 1828 et 1830, et le Canal Souterrain de Godarville (bateaux de 350T) long de 1 049 m, creusé entre 1882 et 1885, permettaient le franchissement de la crête de partage des eaux entre la vallée de la Senne et la vallée de la Sambre. Une partie du Tunnel de la Bête Refaite a été détruite dans le creusement de la tranchée de Godarville lors de la mise au gabarit 1350 T du Canal Bruxelles-Charleroi Un embranchement vers le Canal du Centre est marqué par le Pont de l'Origine, un pont à bascule ainsi nommé car il était à l'origine du Canal du Centre. Un autre embranchement appelé “Branche de Bellecourt” sur la rive opposée avait été creusé pour permettre le chargement de charbon venant par voie ferrée industrielle de charbonnages voisins (L’Olive à Mariemont, Bascoup à Chapelle-lez-Herlaimont). Jusqu’en 2017, cette branche était traversée par le Pont “du Blocus”, probablement le pont métallique à croisillons le plus ancien d’Europe. Trop vétuste et devenu dangereux, il a dû être détruit et remplacé par une structure plus moderne.

### Folklore
Cortège carnavalesque le dernier dimanche de juin de 15h00 à 19h00 (avec entre autres les Vis' Scançons et leurs géants, les gille et les arindjîs de Snef) suivi du traditionnel rondeau final face à la maison communale.
Le lundi, feu d'artifice suivi du brûlage des bosses.
Le mardi, raclot.
Marche Sainte-Algedonde au mois de mai à Feluy.

### Pèlerinage de Compostelle
Seneffe est une étape wallonne sur la via Gallia Belgica du pèlerinage de Saint-Jacques-de-Compostelle, qui se prolonge par la via Turonensis en France. L'étape notable précédente est Nivelles ; la suivante est Waudrez (Binche).

## Sport et vie associative

### Sports
Le SNEF FC est le club de football de Seneffe qui évolue en 2ème et 4ème Provinciale  du Hainaut - 20 équipes de jeunes .
Depuis septembre 2010, le club est doté d'un des plus beaux terrains synthétiques du Hainaut ce qui attire beaucoup plus de jeunes de la commune et des alentours.

## Personnalités liées à la commune
Marcel Dusaussois, artiste peintre et poète wallon,, né à Seneffe, a consacré une partie de son œuvre à la sauvegarde du patrimoine culturel du Hainaut, en particulier de l'entité de Seneffe.